# 台塑河靜鋼鐵

台塑河靜鋼鐵標誌

台塑河靜鋼鐵興業責任有限公司，簡稱台塑河靜鋼鐵、台塑越鋼，是台塑集團創辦人王永慶在生前親自規劃及決策，也是台灣投資越南最大規模的投資案。此公司由台塑集團、中國鋼鐵及日本的JFE控股所合資。於2008年6月12日獲頒投資證書，於當天在越南河靜省正式成立公司運作，其所擁有的「山陽深水港與大煉鋼廠聯合體」投資案是越南目前最大的外國直接投資案(FDI)，選擇於此地設廠可享受東協自由貿易區之關稅優惠。
台塑河靜鋼鐵在越南河靜省永安經濟區投資興建可停泊20萬噸級大型船舶之山陽國際深水港、一貫作業煉鋼廠及汽電廠。該投資案為越南國家重大交通、經濟及能源基礎建設。本投資案係台塑集團首次跨足鋼鐵產業，規劃分兩期四階段建設，第一期預計生產粗鋼並銷售熱軋粗鋼捲、熱軋鋼捲、捲棒鋼、線材盤元等鋼材。台塑河靜鋼鐵公司初期銷售以東南亞為目標市場，預期台塑河靜鋼鐵公司將成為東南亞最大的一貫作業煉鋼廠。

## 历史
王永慶原本希望能在台灣建立從煉鋼到軋鋼的一貫作業鋼鐵廠，但在中華民國國內遭遇投資環境的不確定性後，轉而向越南政府提出申請。並於2008年6月，正式取得越南政府投資許可，確認落腳於越南河靜省永安經濟區。預計鋼鐵總年產量達2,250萬噸，屬於台塑集團首次跨足鋼鐵業，也是越南最大的外資投資案，也被各界視為對越南投資的重要指標。歷經多年波折，第一座高爐於2017年5月點火。第二座高爐於2018年5月點火。

## 重大事件
2014年5月13日起，越南發生多起大規模民眾反華示威運動。5月14日下午2時，暴動往北延伸。台塑設在越南中部河靜省的鋼鐵廠遭到入侵，因地方当局安全力量不足，越方警察也遭到攻击，並迅速演變為暴力攻擊、縱火、破壞廠房、搶掠財物等不理性行為，範圍甚至擴大到廠外承攬商中國籍勞工生活區。台塑河靜鋼鐵公司於事發第一時間即通報省公安及邊防增派協防人力禁止廠外人士介入、為避免衝突擴大，召開緊急會議要求中國承攬商極力約束其中國籍勞工、緊急撤離各工區所有台塑河靜鋼鐵公司所屬台籍及越籍員工安全回到生活區，隨後再協調邊防、公安派車前後護送，分批撤離遭越籍工人攻擊之承攬商中國籍勞工，至午夜已全部撤出，其中部份人員暫安置於河靜公司之員工宿舍。凌晨以後仍有大批承攬商所雇用越籍工人繼續在廠內破壞、劫掠。河靜省長於晚間10點也親自到廠，召集邊防指揮官、公安廳長等召開緊急應變會議，並坐陣指揮驅離廠內暴動工人之行動，至深夜已全部驅離滋事越籍工人。

2016年越南海產異常死亡事件中因負責人員未妥善回應媒體，引發越南群眾不滿，演變成當地民眾上街抗議的重大環保事件，促使得越南政府在當年5月1日下午召開由總理阮春福所親自主持的會議，並在當年6月28日正式宣布台塑越鋼應支付5億美元（合新台幣約161億元）罰金。

## 外部連結
- （英文）（越南文）（繁體中文）台塑河靜鋼鐵 （页面存档备份，存于）